# Dick Tracy (film, 1990)
Pour les articles homonymes, voir Dick Tracy (homonymie).
Pour plus de détails, voir Fiche technique et Distribution.
Dick Tracy est un film américain réalisé par Warren Beatty, sorti en 1990. Le film est une adaptation du comic strip Dick Tracy.

## Synopsis
Dick Tracy est accusé à tort d'un homicide organisé par Big Boy Caprice aidé d'un mystérieux homme sans visage, mais grâce à l'aide du Kid et de la police il lui reste une dernière chance de mettre Big Boy et son gang de malfaiteurs derrière les barreaux.

## Fiche technique
Sauf indication contraire, les informations mentionnées dans cette section peuvent être confirmées par les bases de données cinématographiques IMDb et Allociné,  présentes dans la section « Liens externes ».
- Titre original, français et québécois : Dick Tracy[1]
- Réalisation : Warren Beatty
- Scénario : Jim Cash et Jack Epps Jr., d'après le comic strip Dick Tracy de Chester Gould
- Musique : Danny Elfman
  - Compositeur (chansons du film) : Stephen Sondheim
  - Interprète (chansons du film) : Madonna
- Direction artistique : Harold Michelson
- Décors : Rick Simpson et Richard Sylbert
- Costumes : Milena Canonero
- Maquillage : John Caglione Jr., Doug Drexler, Cheri Minns
- Photographie : Vittorio Storaro
- Son : David E. Campbell, Doug Hemphill, Chris Jenkins, Steve Pederson, Paul A. Sharpe, Jack Snyder
- Montage : Richard Marks
- Production : Warren Beatty
  - Production déléguée : Art Linson, Floyd Mutrux et Barrie M. Osborne
  - Production associée : Jim Van Wyck
  - Coproduction : Jon Landau
- Sociétés de production : Touchstone Pictures et Mulholland Productions[2], en association avec Silver Screen Partners IV
- Société de distribution : Buena Vista Pictures Distribution (États-Unis) ; Warner Bros. (France)
- Budget : 41 millions de $[3] ; 47 millions de $[4]
- Pays de production :  États-Unis
- Langue originale : anglais
- Format : couleur (Technicolor) — 35 mm — 1,85:1 — son Dolby stéréo
- Genre : comédie policière, action, thriller, romance, musical
- Durée : 105 minutes
- Dates de sortie[5] :
  - États-Unis, Québec : 15 juin 1990[1]
  - France : 26 septembre 1990[6]
- Classification :
  - États-Unis : certaines scènes ou propos sont susceptibles de heurter la sensibilité des plus jeunes - accord parental souhaitable (PG - Parental Guidance Suggested)
  - France : tous publics[7]
  - Québec : tous publics (G - General Rating)[1]

## Distribution
- Warren Beatty (VF : Bernard Tiphaine ; VQ : Mario Desmarais) : Dick Tracy
- Al Pacino (VF : Pascal Renwick ; VQ : Ronald France) : Big Boy Caprice
- Charlie Korsmo (VF : Marie-Laure Beneston ; VQ : Inti Chauveau) : le Kid
- Madonna (VF : Maïk Darah ; VQ : Marie-Andrée Corneille) : Frisson Mahoney (Breathless en VO)
- Glenne Headly (VF : Claire Guyot ; VQ : Élizabeth Lesieur) : Tess Trueheart
- William Forsythe (VF : Georges Berthomieu ; VQ : Jean-Marie Moncelet) : Tête plate (Flattop en VO)
- Mandy Patinkin : Touche d'ivoire (88 Keys en VO)
- Charles Durning (VF : William Sabatier ; VQ : Yves Massicotte) : le chef Brandon
- James Keane (VF : René Morard) : Pat Patton
- Seymour Cassel (VF : Jean Lescot; VQ : Jean Galtier) : Sam Catchem
- Dustin Hoffman (VF : Patrick Floersheim) : le Marmoneux (Mumbles en VO)
- Michael J. Pollard : Bug Bailey
- James Tolkan (VF : Bernard Tixier) : Numbers
- R. G. Armstrong (VF : Marc de Georgi) : le Pruneau (Pruneface en VO)
- Henry Silva : Influence
- James Caan (VF : Georges Berthomieu) : Spaldoni
- Paul Sorvino (VQ : Vincent Davy) : Manlis le lippu (Lips Manlis en VO)
- Ed O'Ross (VF : Jacques Ferrière) : Itchy
- Dick Van Dyke (VF : Michel Ruhl) : D. A. Fletcher
- Kathy Bates : Mme Green
- Colm Meaney : un policier
- Estelle Parsons (VF : Arlette Thomas) : la mère de Tess
- Chuck Hicks : The Brow
- Allen Garfield : un reporter
- John Schuck : un reporter
- Charles Fleischer : un reporter
- Robert Costanzo : le garde du corps de Lips
- Jack Kehoe : un client du Raid
- Marshall Bell : le policier de Lips
- Arthur Malet : le patron du diner
- Ed McCready : un policier
- Catherine O'Hara : Texie Garcia
- Mike Mazurki : le vieil homme à l'hôtel
- Frank Campanella : le juge Harper

## Production

### Genèse et développement
Warren Beatty imagine un film Dick Tracy dès 1975. À l'époque les droits du comic strip créé par Chester Gould appartiennent à Michael Laughlin, qui n'a cependant pas réussi à trouver un studio pour produire son film. Floyd Mutrux et Art Linson tentent d'acquérir les droits en 1977. En 1980, United Artists se montre intéressé pour financer et distribuer le film. Tom Mankiewicz est alors en négociations pour écrire le script. Aucun accord n'est conclus avec le créateur de Dick Tracy, Chester Gould, qui insiste pour avoir un contrôle strict sur les aspects financiers et artistiques.
La même année, Floyd Mutrux et Art Linson cèdent finalement la propriété à Paramount Pictures, qui commencé à développer des scénarios. Le poste de réalisateur est proposé à Steven Spielberg, alors qu'un accord de cofinancement est proposé à Universal Pictures. Universal propose John Landis comme réalisateur, courtise Clint Eastwood pour le rôle-titre et engage Jim Cash et Jack Epps, Jr. d'écrire le scénario. Le second scénariste explique « Avant notre arrivée, il y avait plusieurs scénarios ratés chez Universal, puis il est resté en sommeil, mais John Landis était intéressé par Dick Tracy et il nous a fait venir pour l'écrire. » John Landis demande à Jim Cash et Jack Epps, Jr. d'écrire un scénario avec une atmosphère de pulp des années 1930 avec Alphonse "Big Boy" Caprice comme antagoniste principal. Pour ses recherches, Jack Epps, Jr. a relu toutes les comics Dick Tracy de 1930 à 1957. Les scénaristes écrivent deux brouillons pour John Landis. Max Allan Collins, qui a écrit des comics Dick Tracy, se souvient d'en avoir lu l'une des versions : « C'était terrible. La seule chose positive à ce sujet était un décor des années 30 et beaucoup de grands méchants, mais l'histoire était mince comme du papier et c'était inconfortablement campy. »
En plus de Warren Beatty et Clint Eastwood, plusieurs acteurs sont envisagés pour jouer Dick Tracy notamment Harrison Ford, Richard Gere, Tom Selleck et Mel Gibson. John Landis quitte alors le projet Dick Tracy après l'accident mortel et controversé sur le tournage La Quatrième Dimension (1983). Walter Hill reprend alors le poste de réalisateur avec Joel Silver à la production. Jim Cash et Jack Epps, Jr. écrivent une autre version du scénario ; Walter Hill recontacte Warren Beatty pour le rôle-titre. Le projet est alors en préproduction avec la construction de décors, mais le film est bloqué par des problèmes de contrôle artistique de la part de Warren Beatty, grand fan de Dick Tracy. Alors que Walter Hill souhaite faire un film violent et réaliste, Warren Beatty veut un hommage au comic strip des années 1930. L'acteur demande par ailleurs 5 millions de dollars plus 15% du montant brut du box-office, ce que refuse Universal.
Walter Hill et Warren Beatty quittent alors le film. Paramount redémarre alors le projet est un budget réduit avec Richard Benjamin comme réalisateur. Jim Cash et Jack Epps, Jr. réécrivent à nouveau le script, mais il ne satisfait pas Universal. Les droits du film reviennent finalement à Tribune Media Services en 1985. Warren Beatty décide de prendre lui-même une option sur les droits pour 3 millions de dollars. Lorsque Jeffrey Katzenberg et Michael Eisner quittent la Paramount pour The Walt Disney Studios, Dick Tracy est relancé avec une triple casquette pour Warren Beatty : acteur principal, producteur et réalisateur. Jeffrey Katzenberg avait un temps envisagé Martin Scorsese.
Cependant, la réputation de Warren Beatty à la réalisation, notamment sur Reds (1981), ne convient pas à Disney. En conséquence, Warren Beatty et Disney concluent un accord contractuel selon lequel tout dépassement de budget serait déduit des honoraires de Warren Beatty en tant que producteur, réalisateur et acteur. Par ailleurs, Warren Beatty et son collaborateur régulier Bo Goldman réécrivent les dialogues mais ne parviennent pas à obtenir un crédit au générique auprès de la Writers Guild of America.
Disney valide officiellement Dick Tracy en 1988 à condition que Warren Beatty maintienne un budget de production à moins de 25 millions de dollars. Les honoraires de Warren Beatty sont alors fixés à 7 millions de dollars contre 15 % du brut (une fois que le brut du distributeur atteint 50 millions de dollars). Cependant, les coûts vont commencé à augmenter une fois le tournage commencé et rapidement grimper jusqu'à 30 millions de dollars. Le coût total s'élèverait finalement à 46,5 millions de dollars : 35,6 millions de dollars de dépenses directes, 5,3 millions de dollars de frais généraux de studio et 5,6 millions de dollars d'intérêts. Disney dépense par ailleurs 48,1 millions en publicité et 5,8 millions pour l'affichage, pour une dépense totale estimée à près de 101 millions de dollars.

### Attribution des rôles
Al Pacino est le premier choix de Warren Beatty pour incarner Alphonse "Big Boy" Caprice, même si Robert De Niro a été un temps envisagé. Si Michelle Pfeiffer, Kathleen Turner et Kim Basinger seront jugées trop chères, Sharon Stone auditionne pour le rôle de Breathless Mahoney,. Madonna se montre intéressée pour le rôle de Breathless Mahoney, même pour un faible salaire. Elle sera ainsi payée 35 000 $. Sean Young affirme qu'elle a été forcée de délaisser le rôle de Tess Trueheart (finalement été attribué à Glenne Headly) après avoir repoussé les avances sexuelles de Warren Beatty. Dans une déclaration de 1989, Warren Beatty a quant à lui déclaré : « J'ai fait une erreur en choisissant Sean Young dans le rôle et je me sentais très mal à ce sujet. »
Mike Mazurki, qui apparaissait dans le film Dick Tracy (1945) de William Berke, fait ici un caméo, dans l'une de ses dernières apparitions. Warren Beatty avait approché Gene Hackman pour un autre caméo, mais il a refusé.

### Tournage
Le tournage a lieu dans les Universal Studios, à Los Angeles et dans les studio Warner Bros. à Burbank en Californie,.
Certains personnages nécessitaient plus de quatre heures de maquillage. Harrison Ellenshaw explique dans un documentaire que lui et son père Peter Ellenshaw ont conçu de nombreux effets spéciaux grâce au matte painting, technique utilisée jusqu'à Dick Tracy, après quoi le numérique prédomine.

## Bande originale

### Dick Tracy
La musique du film est composée par Danny Elfman. L'album de la bande originale sort en 1990 sous le titre Dick Tracy - Original Score. Cette B.O est composée de deux CDs : Dick Tracy - Original Score et Dick Tracy, qui reprend des morceaux de Jerry Lee Lewis, Darlene Love et Ice-T, ainsi que d'autres artistes.

### Album de Madonna
Cet album de Madonna, sous le nom I'm Breathless: Music from and Inspired by the film Dick Tracy, reprend les trois morceaux, Sooner or Later, More et What Can You Lose, ainsi que d'autres titres inspirés du film.

## Récompenses

### Nomination 1990
- British Society of Cinematographers : meilleure photographie pour Vittorio Storaro

### Distinctions 1991
| Distinctions 1991 du film Dick Tracy                                 | Distinctions 1991 du film Dick Tracy                                          | Distinctions 1991 du film Dick Tracy                                              | Distinctions 1991 du film Dick Tracy | Distinctions 1991 du film Dick Tracy |
| Évènements                                                           | Catégorie / Récompense                                                        | Nommé(es) / Lauréat(es)                                                           | Résultats                            |                                      |
| -------------------------------------------------------------------- | ----------------------------------------------------------------------------- | --------------------------------------------------------------------------------- | ------------------------------------ | ------------------------------------ |
| 20/20 Awards                                                         | Meilleure chanson originale                                                   | Stephen Sondheim pour la chanson Sooner or Later (I Always Get My Man)            | Nomination                           |                                      |
| 20/20 Awards                                                         | Meilleure direction artistique                                                | Richard Sylbert                                                                   | Nomination                           |                                      |
| 20/20 Awards                                                         | Meilleurs costumes                                                            | Milena Canonero                                                                   | Nomination                           |                                      |
| 20/20 Awards                                                         | Meilleur maquillage                                                           | John Caglione Jr. et Doug Drexler                                                 | Nomination                           |                                      |
| Academy of Science Fiction, Fantasy and Horror Films - Saturn Awards | Saturn Award du meilleur maquillage                                           | John Caglione Jr., Doug Drexler et Cheri Minns                                    | Lauréat                              |                                      |
| Academy of Science Fiction, Fantasy and Horror Films - Saturn Awards | Meilleur film fantastique                                                     | Dick Tracy                                                                        | Nomination                           |                                      |
| Academy of Science Fiction, Fantasy and Horror Films - Saturn Awards | Meilleur acteur                                                               | Warren Beatty                                                                     | Nomination                           |                                      |
| Academy of Science Fiction, Fantasy and Horror Films - Saturn Awards | Meilleure actrice                                                             | Madonna                                                                           | Nomination                           |                                      |
| Academy of Science Fiction, Fantasy and Horror Films - Saturn Awards | Meilleur acteur dans un second rôle                                           | Al Pacino                                                                         | Nomination                           |                                      |
| Academy of Science Fiction, Fantasy and Horror Films - Saturn Awards | Meilleur(e) jeune acteur ou actrice                                           | Charlie Korsmo                                                                    | Nomination                           |                                      |
| Academy of Science Fiction, Fantasy and Horror Films - Saturn Awards | Meilleurs costumes                                                            | Milena Canonero                                                                   | Nomination                           |                                      |
| American Comedy Awards                                               | Acteur de second rôle le plus drôle dans un film                              | Al Pacino                                                                         | Lauréat                              |                                      |
| American Society of Cinematographers Awards                          | Meilleure photographie                                                        | Vittorio Storaro                                                                  | Nomination                           |                                      |
| BAFTA Awards                                                         | British Academy Film Award des meilleurs maquillages                          | John Caglione Jr. et Doug Drexler                                                 | Lauréat                              |                                      |
| BAFTA Awards                                                         | British Academy Film Award de la meilleure direction artistique               | Richard Sylbert                                                                   | Lauréat                              |                                      |
| BAFTA Awards                                                         | Meilleur acteur dans un second rôle                                           | Al Pacino                                                                         | Nomination                           |                                      |
| BAFTA Awards                                                         | Meilleurs costumes                                                            | Milena Canonero                                                                   | Nomination                           |                                      |
| BAFTA Awards                                                         | Meilleur montage                                                              | Richard Marks                                                                     | Nomination                           |                                      |
| BAFTA Awards                                                         | Meilleur son                                                                  | David E. Campbell, Thomas Causey, Dennis Drummond, Doug Hemphill et Chris Jenkins | Nomination                           |                                      |
| BAFTA Awards                                                         | Meilleurs effets visuels                                                      | Dick Tracy                                                                        | Nomination                           |                                      |
| BMI Film and TV Awards                                               | Prix BMI de la meilleure musique de film                                      | Danny Elfman                                                                      | Lauréat                              |                                      |
| Boston Society of Film Critics Awards                                | Meilleure photographie                                                        | Vittorio Storaro                                                                  | Lauréat                              |                                      |
| Casting Society of America                                           | Meilleur casting pour un film de comédie                                      | Jackie Burch                                                                      | Nomination                           |                                      |
| Chicago Film Critics Association Awards                              | Meilleur acteur dans un second rôle                                           | Al Pacino                                                                         | Nomination                           |                                      |
| Dallas-Fort Worth Film Critics Association Awards                    | Meilleur acteur dans un second rôle                                           | Al Pacino                                                                         | Nomination                           |                                      |
| Dallas-Fort Worth Film Critics Association Awards                    | Meilleure photographie                                                        | Vittorio Storaro                                                                  | Nomination                           |                                      |
| Golden Globes                                                        | Meilleur film musical ou comédie                                              | Dick Tracy                                                                        | Nomination                           |                                      |
| Golden Globes                                                        | Meilleur acteur dans un second rôle                                           | Al Pacino                                                                         | Nomination                           |                                      |
| Golden Globes                                                        | Meilleure chanson originale                                                   | Sooner or Later (I Always Get My Man) interprétée par Madonna                     | Nomination                           |                                      |
| Golden Globes                                                        | Meilleure chanson originale                                                   | What Can You Lose? interprétée par Madonna et Mandy Patinkin                      | Nomination                           |                                      |
| Grammy Awards                                                        | Meilleure composition instrumentale écrite pour un film ou pour la télévision | Danny Elfman                                                                      | Nomination                           |                                      |
| Grammy Awards                                                        | Meilleure chanson écrite spécifiquement pour un film ou une télévision        | Stephen Sondheim pour la chanson More                                             | Nomination                           |                                      |
| Grammy Awards                                                        | Meilleure chanson écrite spécifiquement pour un film ou une télévision        | Stephen Sondheim pour la chanson Sooner or Later (I Always Get My Man)            | Nomination                           |                                      |
| National Society of Film Critics Awards                              | Meilleur acteur dans un second rôle                                           | Al Pacino                                                                         | Nomination                           |                                      |
| Oscars                                                               | Oscar de la meilleure direction artistique                                    | Rick Simpson et Richard Sylbert                                                   | Lauréat                              |                                      |
| Oscars                                                               | Oscar du meilleur maquillage                                                  | John Caglione Jr. et Doug Drexler                                                 | Lauréat                              |                                      |
| Oscars                                                               | Oscar de la meilleure chanson originale                                       | Stephen Sondheim pour Sooner or Later (I Always Get My Man)                       | Lauréat                              |                                      |
| Oscars                                                               | Meilleur acteur dans un second rôle                                           | Al Pacino                                                                         | Nomination                           |                                      |
| Oscars                                                               | Meilleure photographie                                                        | Vittorio Storaro                                                                  | Nomination                           |                                      |
| Oscars                                                               | Meilleurs costumes                                                            | Milena Canonero                                                                   | Nomination                           |                                      |
| Oscars                                                               | Meilleur son                                                                  | David E. Campbell, Thomas Causey, Doug Hemphill et Chris Jenkins                  | Nomination                           |                                      |
| Syndicat national des journalistes cinématographiques italiens       | Meilleur réalisateur étranger                                                 | Warren Beatty                                                                     | Nomination                           |                                      |
| Young Artist Awards                                                  | Film familial pour les jeunes le plus divertissant - Comédie / Horreur        | Dick Tracy                                                                        | Nomination                           |                                      |
| Young Artist Awards                                                  | Meilleur jeune acteur dans un film                                            | Charlie Korsmo                                                                    | Nomination                           |                                      |

## Éditions en vidéo
- En France, le film Dick Tracy est sorti en DVD le 10 mars 1999[31]. Il est ressorti en DVD le 16 avril 2003[32], puis sort en Blu-ray le 15 mai 2013[33]. Le film est également sorti en VOD le 1er février 2019[6].

- Au Québec, le film est sorti en DVD / Blu-ray le 2 avril 2002[34].

## Autour du film
Un spectacle avait été créé et présenté au sein des parcs Disney, Dick Tracy starring Diamond Double-Cross, présenté :
- aux Disney-MGM Studios du 21 mai 1990 au 16 février 1991
- dans la salle Videopolis de Disneyland du 15 juin au 31 décembre 1990

Le film est ressorti aux États-Unis durant l'été 1991 avec d'autres titres du studio tel que Quoi de neuf, Bob ? et Les Aventures de Rocketeer mais seule la ressortie du long métrage d'animation Les 101 Dalmatiens (1961) a été un succès financier pour le trimestre.